# Novoselți, Jîdaciv
Novoselți (în ucraineană Новосельці) este un sat în comuna Molodînce din raionul Jîdaciv, regiunea Liov, Ucraina.

## Demografie
Componența lingvistică a localității Novoselți
     Ucraineană (100%)
Conform recensământului din 2001, toată populația localității Novoselți era vorbitoare de ucraineană (100%).